# Gradient de soroll

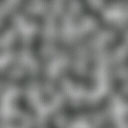
Un exemple de gradient de soroll és el soroll Perlin.

Un gradient de soroll (en anglès Gradient noise) és una funció matemàtica que utilitza interpolació entre un gran nombre de gradients pre-calculats de vectors que constitueixen un valor que varia pseudo-aleatòriament en l'espai o en el temps. Té aplicacions en generació per procediments, computació gràfica, videojocs i paisatges fractals.
La primera implementació coneguda d'aquesta idea és el soroll Perlin, creat per Ken Perlin, que en va publicar la descripció el 1985. Posteriorment es van desenvolupar altres funcions més avançades, com el soroll Simplex, el soroll OpenSimplex o el soroll de Worley.
La generació de nombres aleatoris s'utilitza sovint en programació per crear successos impredictibles, crear moció i comportaments d'objectes de manera que semblin més naturals. Ara bé, aquest tipus d'aleatorietat artificial no té cap suavitat entre valors propers, i això pot fer que el resultat no sembli prou natural. El gradient de soroll és un algorisme de pseudo-aleatorietat escalable i més estable pensat per, tot i sacrificar lleugerament la impredictibilitat, obtenir resultats que semblen més naturals a diferents nivells de detall.
La base del gradient de soroll segueix sent un generador de nombres aleatoris. A partir d'un nombre enter com a paràmetre s'obté un nombre a l'atzar, de manera que utilitzant el mateix paràmetre dues vegades s'obté el mateix nombre, el que es coneix en programació com utilitzar un estat conegut (seed) del generador. Això es fa per cada nombre enter dins d'un interval determinat. Llavors, utilitzant interpolació entre els valors, s'obté una corba contínua suavitzada que admet valors no enters com a paràmetre.